# Bommerig

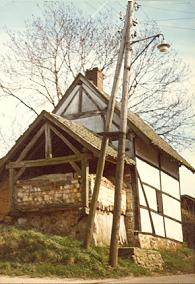
Bakhuis in vakwerkbouw in Bommerig

Bommerig (Limburgs: Bómmerig) is een buurtschap van Mechelen ten noordoosten van Epen in de gemeente Gulpen-Wittem in de Nederlandse provincie Limburg. De buurtschap ligt op een heuvel boven de Geul aan de weg van Mechelen naar Camerig en telt ongeveer 40 boerderijen en huizen. Bommerig was in de zestiende eeuw bekend als 'Bamberg', wat op zijn beurt waarschijnlijk is afgeleid van 'Banberg', de heuvel die bij een ban hoorde.
In de omgeving van de buurtschap stromen verschillende zijbeken van de Geul. Noordelijker ligt de Klitserbeek, westelijk de Bommerigerbeek en naar het zuiden de Mässel.
Verschillende huizen zijn in vakwerkstijl gebouwd. Tegen het Elzetterbos (een gedeelte van het Vijlenerbos), ligt een voormalig redemptoristenklooster met de naam Emmaus dat in gebruik is geweest bij de Emmaus-beweging.

## Vakwerkgebouwen in Bommerig
In Bommerig staan verschillende vakwerkboerderijen en -huizen die tevens rijksmonument zijn.

De vakwerkgebouwen van Bommerig
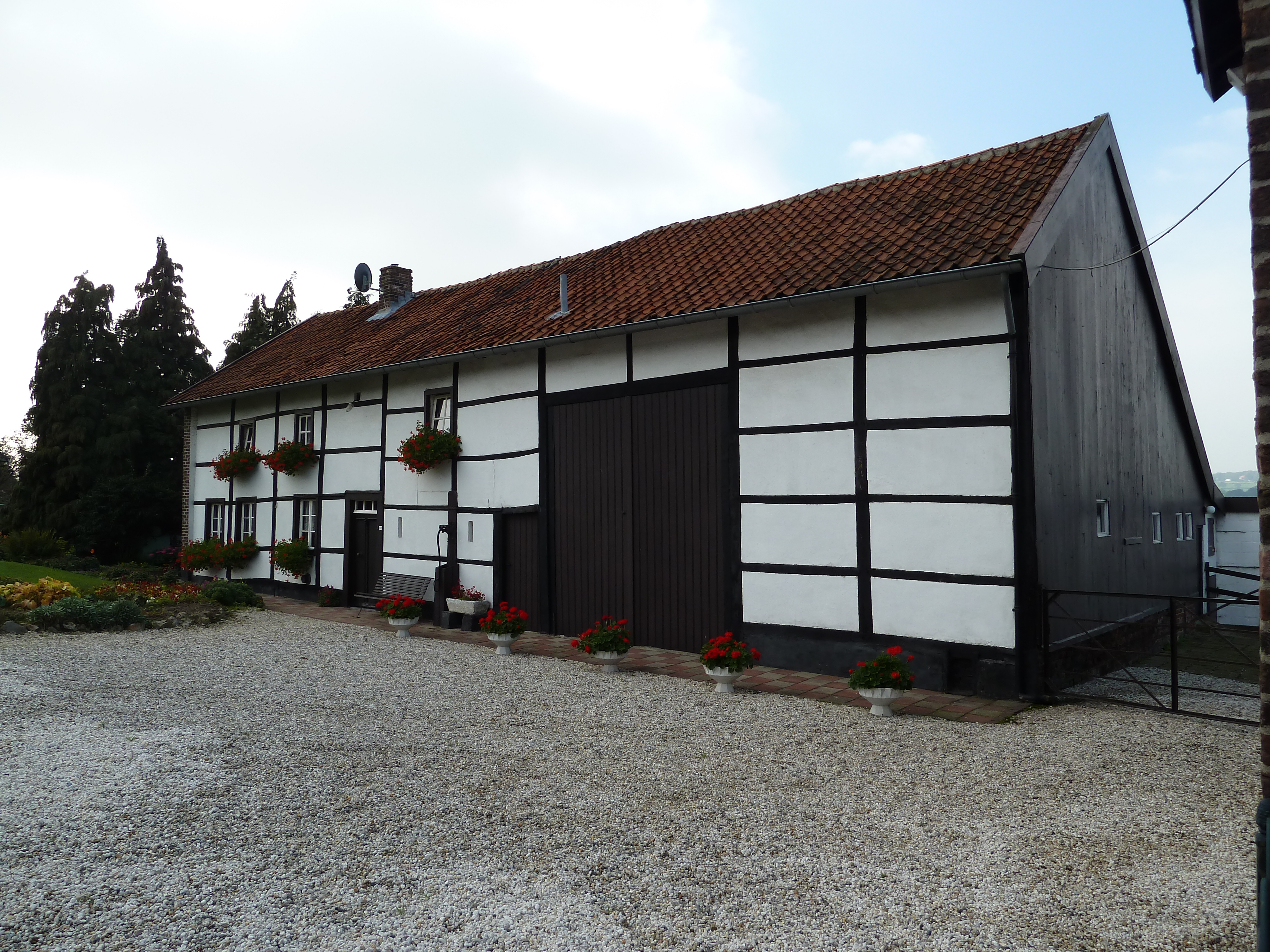
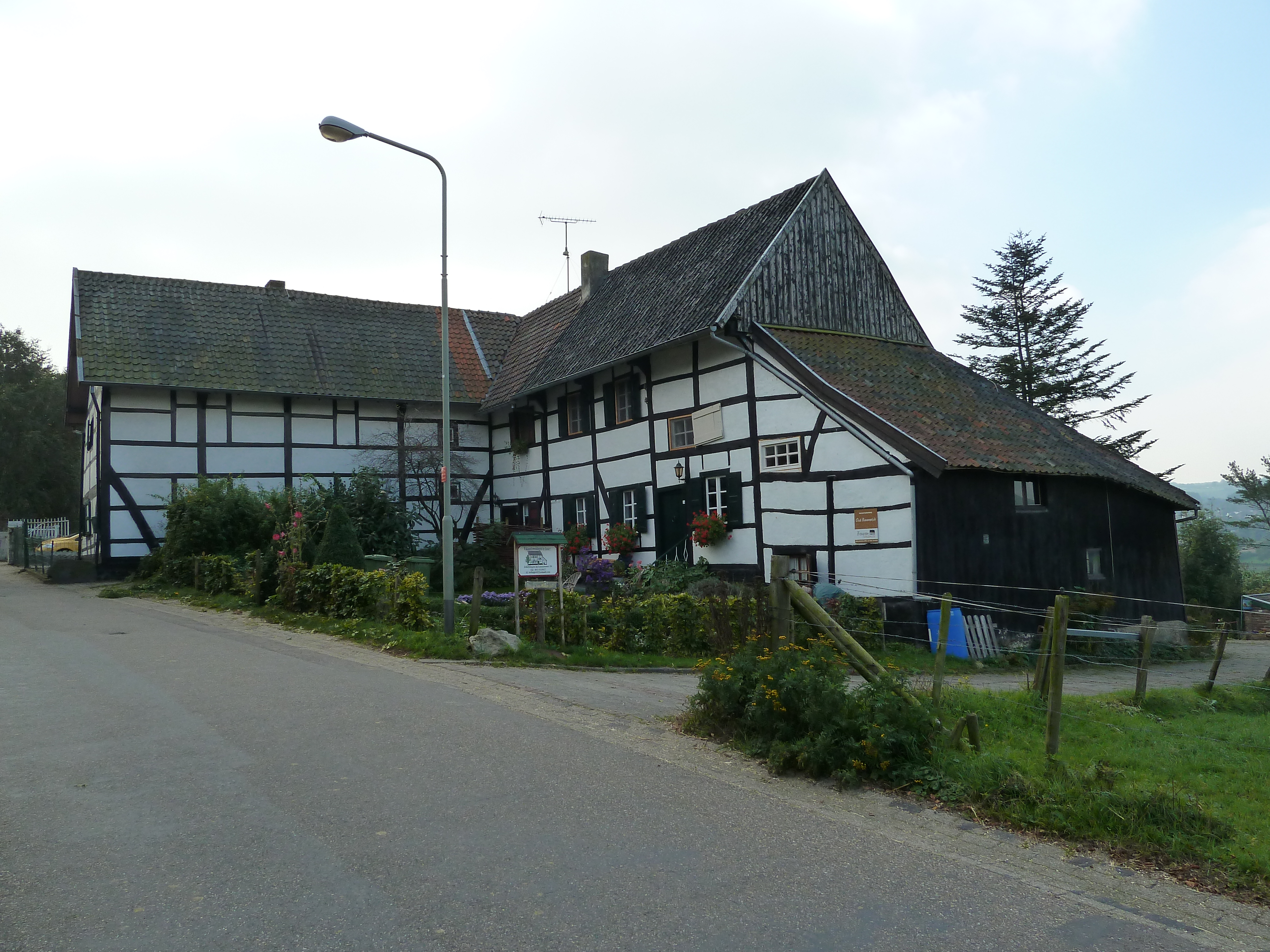
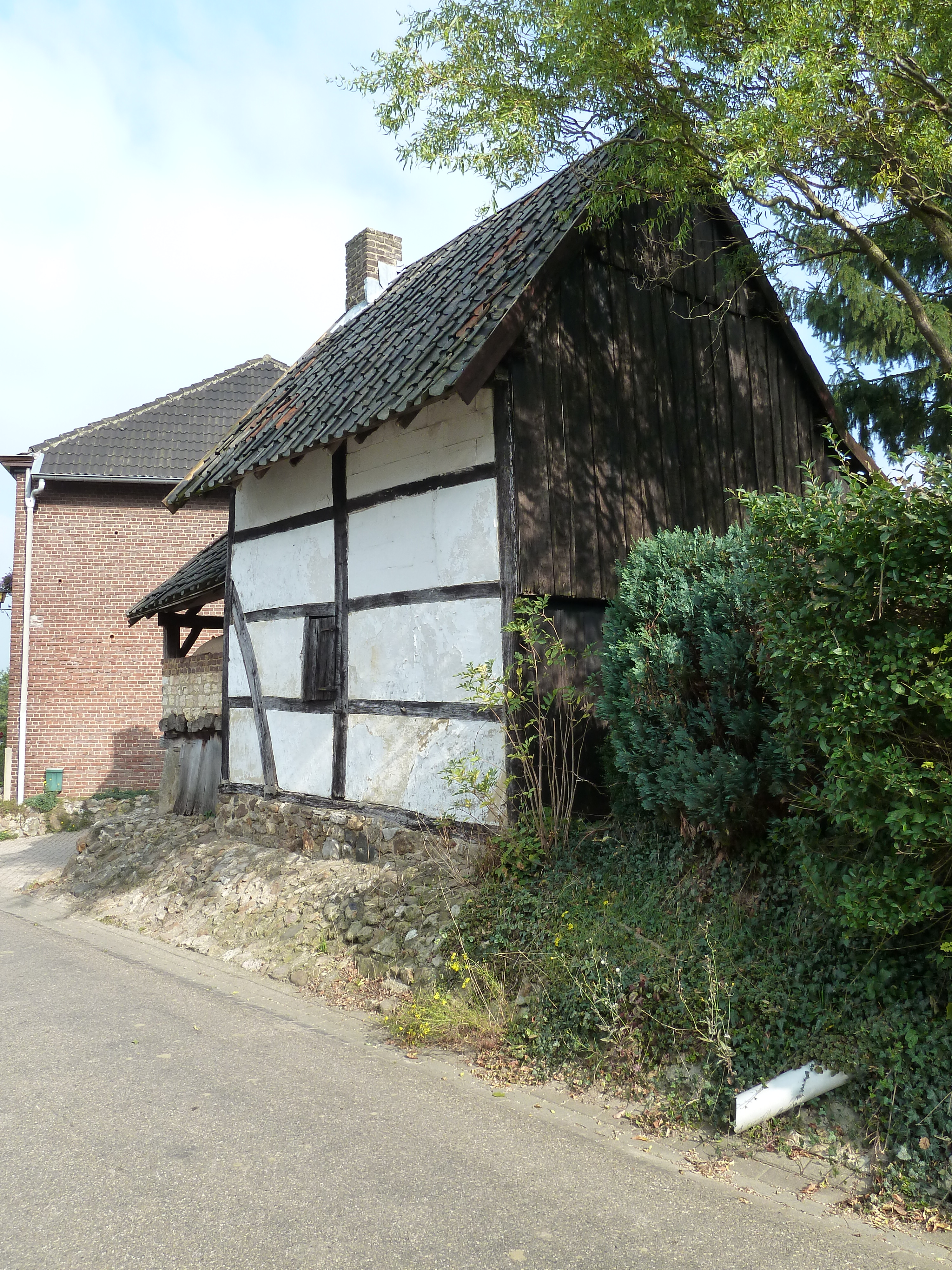
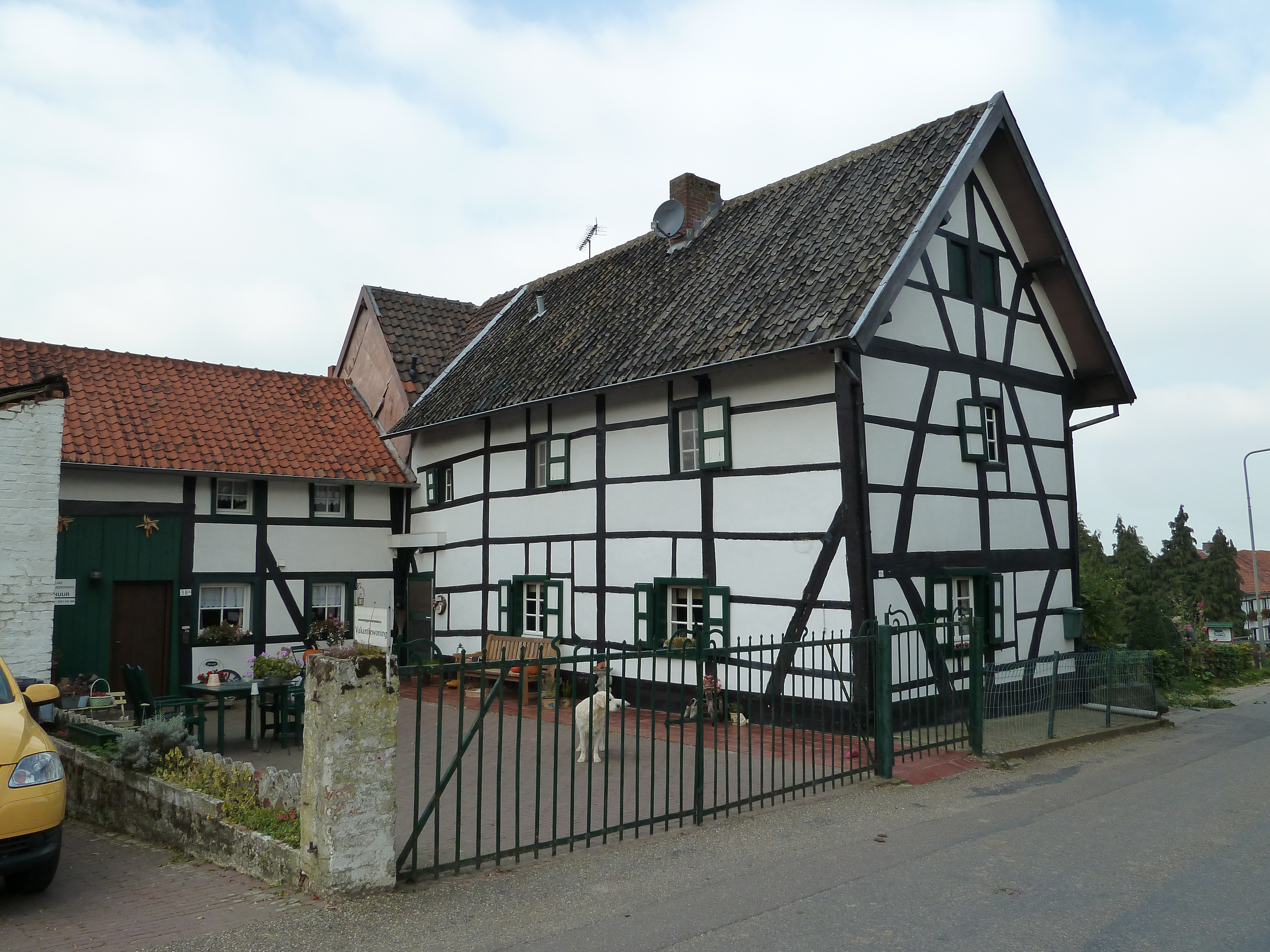
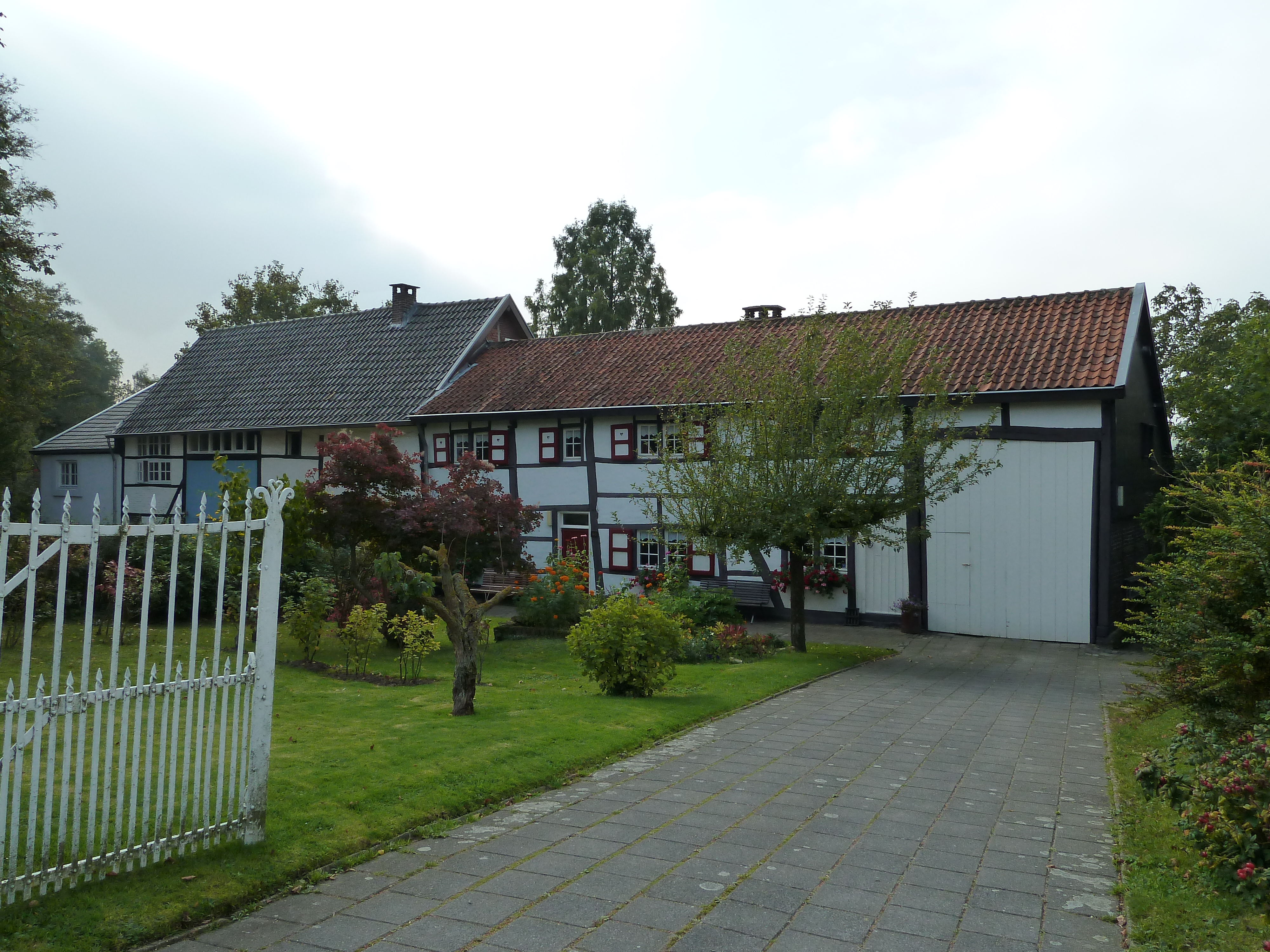
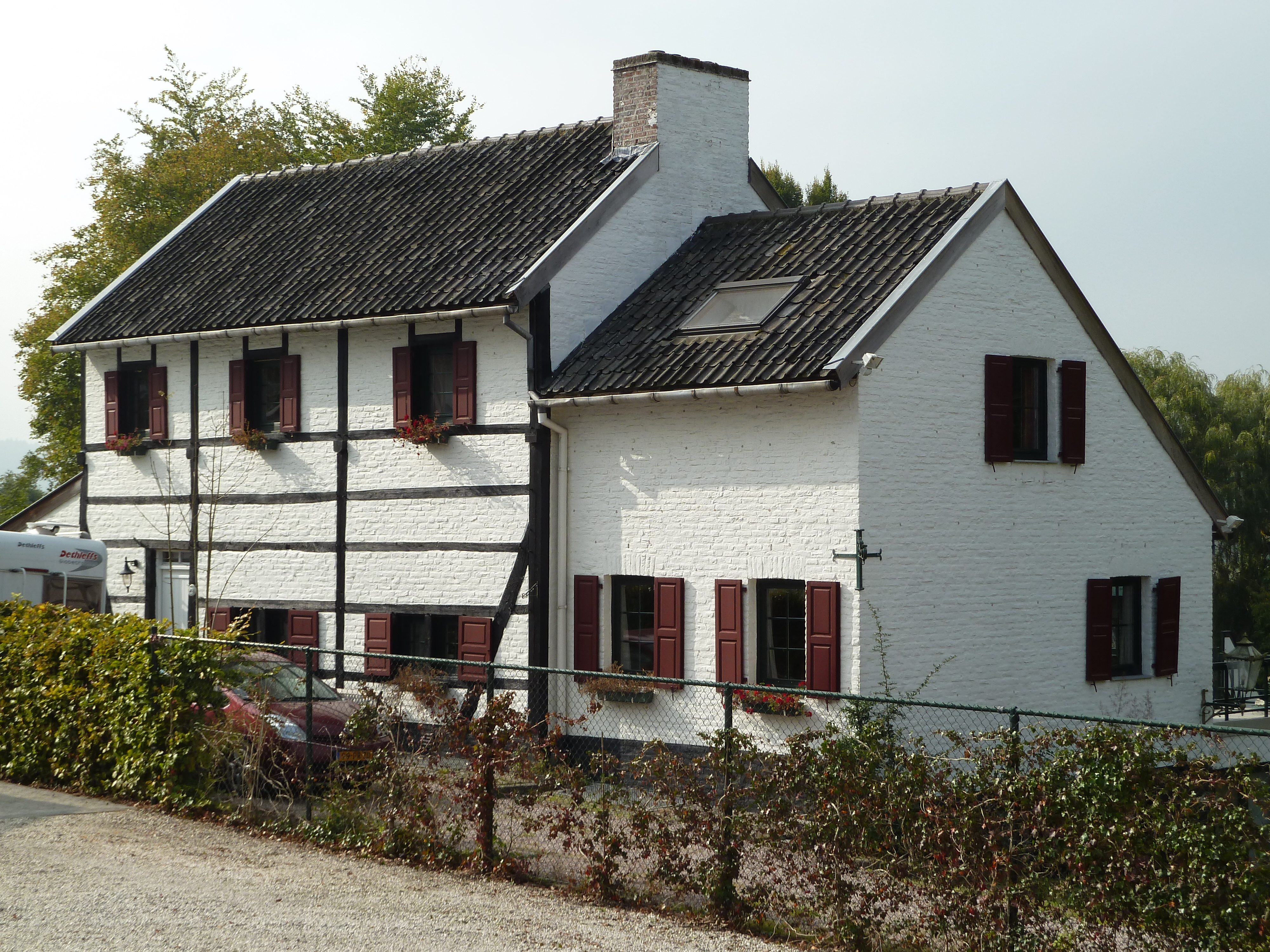

## Zie ook

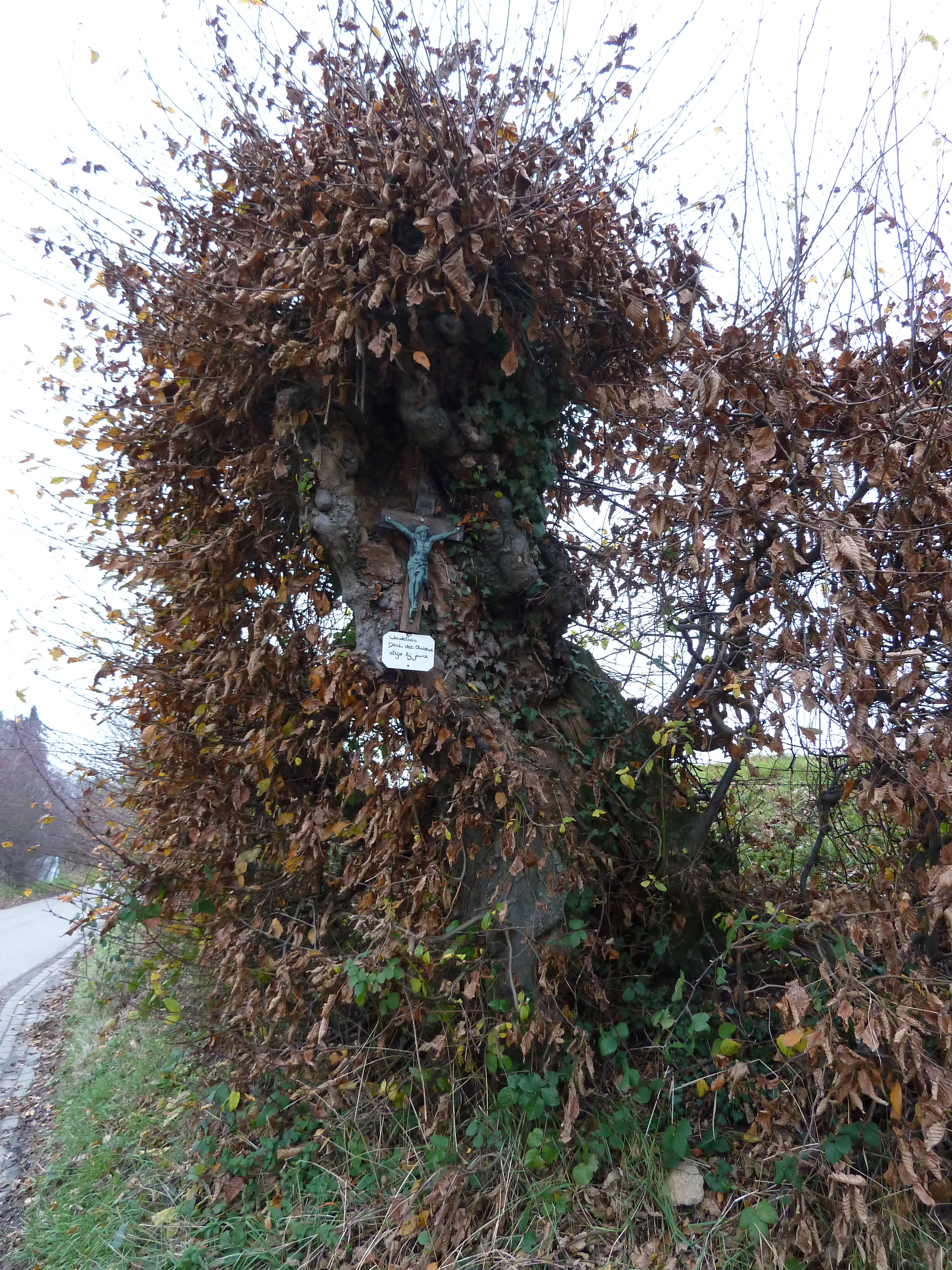
Wegkruis Bommerigerweg-Weyerweg